# Episodi de Il tocco di un angelo (seconda stagione)
La seconda stagione della serie televisiva Il tocco di un angelo, composta da 24 episodi, è stata trasmessa negli Stati Uniti dal 23 settembre 1995 al 18 maggio 1996.
| nº | Titolo originale          | Titolo italiano         | Prima TV USA      | Prima TV Italia |
| -- | ------------------------- | ----------------------- | ----------------- | --------------- |
| 1  | Interview with an Angel   | Nelle mani di Dio       | 23 settembre 1995 |                 |
| 2  | Trust                     | Un'anima ferita         | 30 settembre 1995 |                 |
| 3  | Sympathy for the Devil    | Il rodeo                | 7 ottobre 1995    |                 |
| 4  | The Driver                | Come dice mia madre     | 14 ottobre 1995   |                 |
| 5  | Angels on the Air         | Angeli in onda          | 21 ottobre 1995   |                 |
| 6  | In the Name of God        | Se un uomo può sognare  | 28 ottobre 1995   |                 |
| 7  | Reunion                   | Il viaggio di Megan     | 4 novembre 1995   |                 |
| 8  | Operation Smile           | Operazione sorriso      | 11 novembre 1995  |                 |
| 9  | The Big Bang              | La luce del mattino     | 25 novembre 1995  |                 |
| 10 | Unidentified Female       | Un giorno speciale      | 2 dicembre 1995   |                 |
| 11 | The Feather               | La Piuma                | 16 dicembre 1995  |                 |
| 12 | The One That Got Away     | L'ultimo esame          | 6 gennaio 1996    |                 |
| 13 | 'Til We Meet Again        | La forza di mio padre   | 13 gennaio 1996   |                 |
| 14 | Rock N' Roll Dad          | La canzone di Evie      | 20 gennaio 1996   |                 |
| 15 | The Indigo Angel          | Indigo Club             | 3 febbraio 1996   |                 |
| 16 | Jacob's Ladder            | Angeli all'inferno      | 10 febbraio 1996  |                 |
| 17 | Out Of The Darkness       | Un angelo in crisi      | 17 febbraio 1996  |                 |
| 18 | Lost & Found              | Lo zampino del diavolo  | 24 febbraio 1996  |                 |
| 19 | Dear God                  | Caro Dio...             | 9 marzo 1996      |                 |
| 20 | Portrait of Mrs. Campbell | Ritratto di signora     | 23 marzo 1996     |                 |
| 21 | The Quality Of Mercy      | Angeli sul palcoscenico | 27 aprile 1996    |                 |
| 22 | Flesh And Blood           | Genitori e figli        | 4 maggio 1996     |                 |
| 23 | Birthmarks                | L'impronta di un bacio  | 11 maggio 1996    |                 |
| 24 | Statute of Limitations    | Un peso sul cuore       | 18 maggio 1996    |                 |

## Nelle mani di Dio
- Titolo originale: Interview with an Angel
- Diretto da: Helaine Head
- Scritto da: Marilyn Osborn e Martha Williamson; sceneggiatura di Martha Williamson

### Trama
Tess dice a Monica che dovrà rilasciare un'intervista a una giornalista, che sta cercando storie angeliche, così il giovane angelo racconta un suo vecchio caso.
Il Dottor Joe Patcherik deve fare un trapianto di cuore a un uomo chiamato Ethan Parker, che alcuni anni prima, in un incidente d'auto, aveva ucciso i cinque figli del dottore.
Joe non sa cosa fare, intanto sua moglie Lisa crea una scultura in onore dei suoi cinque figli scomparsi.
Lisa, parlando con Joe, gli suggerisce di perdonare Ethan e di perdonare anche Dio, e queste parole vengono anche ripetute da Monica che rivela di essere un Angelo durante l'operazione di trapianto.

## Un'anima ferita
- Titolo originale: Trust
- Diretto da: Victor Lobl
- Scritto da: Jule Selbo

### Trama
Monica, fingendosi un assistente di polizia, deve occuparsi di Zack Bennett, ferito da un malvivente durante una rapina. Durante la convalescenza Zach ha iniziato a fare uso di droghe dapprima prescritte dai medici per alleviare Il dolore alla ferita ed in seguito in modo eccessivo per vincere la paura e tornare al servizio attivo. Tornando in servizio Zach ha sempre maggiori difficoltà a procurarsi la droga e chiede anche di cambiare partner temendo di essere scoperto. Giunto sul luogo di una rapina, arresta un malvivente, Manson, e, non visto da Monica, gli ruba la droga che questi ha addosso. Confuso e stordito a causa dell'uso sempre più frequente di droga dimentica l'udienza per la convalida dell'arresto e senza alcuna prova Manson viene scarcerato. In seguito lo stesso Manson tenta di violentare una delle adolescenti che Zach conosce poiché frequenta una scuola nella sua zona. A questo punto si rende conto che la responsabilità di quanto è accaduto è tutta sua ma, mentre pensa a dove poter trovare Manson per arrestarlo, viene chiamato insieme ad altri colleghi per effettuare un test antidroga. Sa di non riuscire a superarlo e chiede aiuto ai suoi partner di un tempo per arrestare Manson e vendicare la sua amica...sarà la sua ultima azione in polizia. Durante l'operazione Monica, dopo essere stata ferita da un proiettile, rivela a Zach di essere un angelo, gli consegna un messaggio di speranza e gli assicura che Dio lo ama e che la fede non potrà mai essere colpita da un proiettile. In seguito a questa esperienza Zach decide di parlare anche a sua moglie del suo problema con la droga e di chiederle sostegno e aiuto per potersi disintossicare.

## Il rodeo
- Titolo originale: Sympathy for the Devil
- Diretto da: Tim Van Patten
- Scritto da: R.J. Colleary

### Trama
Matt Duncan mentre guarda un rodeo, scopre che suo padre Ty Duncan è l'attrazione principale.
Tra i due nasce una lite, ma Ty decide di far pace con suo figlio prima di morire.
Le cose si complicano però quando arriva Kathleen, una donna che cerca di separare padre e figlio.
Alla fine Monica rivela di essere un angelo, e inoltre spiega che Kathleen è in verità un angelo caduto, cioè un demone.

## Come dice mia madre
- Titolo originale: The Driver
- Diretto da: Tim Van Patten
- Scritto da: Glenn Berenbeim

### Trama
Debra Willis è una giovane giornalista che un giorno, per caso, investe un teenager, Bobbie Garcia. Debra scappa dalla scena del crimine e quando va a donare sangue per il giovane ragazzo, si notano le cicatrici sulle mani della giornalista che ha tentato il suicidio.
Non avendo altre possibilità Debra decide di rivolgersi a sua madre, ma quando viene criticata, tenta di nuovo il suicidio, ma Monica riesce a fermarla.

## Angeli in onda
- Titolo originale: Angels on the Air
- Diretto da: Bruce Bilson
- Scritto da: R.J. Colleary

### Trama
Claire (Melissa Joan Hart) è una ragazza che si sente troppo controllata da sua madre, Sandy. Monica cerca di ricostruire il legame tra madre e figlia. Claire si sente in imbarazzo dopo alcune dimostrazioni di acrobazie da parte della madre e così decide di trafficare illegalmente con alcuni CD, in modo da guadagnare soldi e scappare via di casa. A quel punto Monica con i suoi poteri, si rivela a lei e la convince a parlare con la madre e a sistemare il loro rapporto.

## Se un uomo può sognare
- Titolo originale: In the Name of God
- Diretto da: Tim Van Patten
- Scritto da: Martha Williamson

### Trama
Monica e Tess aiutano Joanne ad aprire un ospedale per i malati di AIDS. Joanne però viene ferita da una bomba.
Intanto Tess si ritrova faccia a faccia con un gruppo di persone bianche, comandate da Tim, l'incarico degli angeli.
Tess intanto diventa furiosa perché viene a sapere che c'è un angelo che vuole prendere il suo posto. Gli angeli inoltre si ritrovano a dover sconfiggere Satana, che si finge un politico.
Infine Monica rivela la sua identità a Tim, e così il Demonio viene scacciato via dalla città.

## Il viaggio di Megan
- Titolo originale: Reunion
- Diretto da: Victor Lobl
- Scritto da: Valerie Woods

### Trama
Megan Brooks, per il funerale di sua madre, decide di far suonare una band che canta una canzone chiamata “When the Saints Go Marching in”, questo gesto però provoca l'ira della sua matrigna Clarice.
Clarice ha anche un figlio, Sam.
Sam e Megan quando erano al liceo erano innamorati ma non sono riusciti a mettersi insieme, e ora che il marito di Megan è morto, Sam riprova a mettersi con la giovane donna.
Però Clarice è contraria a questa unione, perché scopre che Megan è portatrice di HIV.
Così Sam va via, però quando si rende conto del suo atto egoista, decide di tornare e di stare insieme a Megan per sempre. Intanto Tess spiega a Clarice che i due giovani sono destinati ad essere innamorati per tutta la vita.

## Operazione sorriso
- Titolo originale: Operation Smile
- Diretto da: Nancy Malone
- Scritto da: Glenn Berenbeim, R.J. Colleary e Martha Williamson

### Trama
Monica deve occuparsi di Ginger, una madre che assume l'angelo come babysitter per sua figlia Emily, affetta da una malattia facciale.
Ginger pensa che Dio gli abbia dato una figlia malata, per punirla dei suoi sbagli passati.
Intanto Jeremy, un amico di Emily, consiglia a Ginger di portare sua figlia in una clinica chiamata “Operation Smile” che potrebbe risolvere il problema della piccola bambina.
Ginger rifiuta aiuti perché ammette di non meritare aiuti, ma Jeremy di nascosto scappa con Emily e insieme partono per andare alla clinica.
I due bambini vengono accompagnati da un uomo che consegna merce rubata, intanto Monica si rivela a Ginger e le spiega che Dio non ha voluto punirla, e che ogni creatura è un regalo del Signore.

## La luce del mattino
- Titolo originale: The Big Bang
- Diretto da: Chuck Bowman
- Scritto da: Ken LaZebnik

### Trama
Monica e Tess si ritrovano nel bel mezzo di una rapina in una banca.
Insieme alle due donne ci sono altri ostaggi: Alison, una ragazza incinta, e Max, il direttore della banca.
Il rapitore si chiama Jackson e ha deciso di commettere la rapina dopo una lite con il direttore.
Dopo poco tempo Jackson si decide a lasciare tutti liberi, ma un terremoto scuote l'edificio e blocca le porte.
Bloccati nella banca, Monica e Tess scoprono che Alison è la moglie di Jackson, e inoltre vedono che la donna sta per partorire.
Monica e Max aiutano Alison a partorire, e quando nasce il bambino, le porte si riaprono, e Jackson lascia liberi i suoi ostaggi.

## Un giorno speciale
- Titolo originale: Unidentified Female
- Diretto da: Michael Schultz
- Scritto da: Martha Williamson

### Trama
Jennifer, una donna che ha assistito alla morte di un uomo, deve raccontare i fatti accaduti a due detective.
La donna racconta che un giorno in un ascensore, un uomo chiamato Clay la invita a una festa. A questa festa lei ritrova un suo vecchio amico Alex, e anche Monica.
Durante la festa, Alex racconta a Jennifer, che durante i mesi precedenti stava cercando suo padre che era scomparso, e ora per farsi perdonare dalla madre che non aveva accettato quel gesto, gli voleva regalare delle rose.
Dopo poco tempo Clay decide di mostrare una pistola a Alex, ma quando la pistola casualmente spara un colpo, Alex viene colpito e muore.
Finito di raccontare questa storia, Jennifer viene a conoscenza della vera identità di Monica, e il giovane angelo spiega che c'era un motivo se lei era presente il giorno dell'incidente.
Jennifer capisce il messaggio e completa la sua missione: consegnare il regalo di Alex a sua madre.

## La Piuma
- Titolo originale: The Feather
- Diretto da: Gene Reynolds
- Scritto da: Valerie Woods, Ken LaZebnik e Robin Sheets; sceneggiatura di Valerie Woods e Ken LaZebnik

### Trama
La storia riprende da quando Monica rivela ai membri della chiesa la sua vera identità.
Charles, è un uomo, che trova nella chiesa una piuma che era cascata da una colomba che Monica aveva fatto apparire, e così l'uomo definisce la piuma come un oggetto di prova del miracolo avvenuto. E così, convince persone ad andare a vedere la “piuma del miracolo” in cambio di denaro.
Charles, si definisce un predicatore, anche se in verità è un truffatore.
Alla fine, Monica si rivela di nuovo a tutti i membri, e spiega che invece di adorare Dio hanno adorato una piuma senza valore.
- Nota: Questo episodio continua quello della prima stagione Non temete.

## L'ultimo esame
- Titolo originale: The One That Got Away
- Diretto da: Victoria Hochberg
- Scritto da: Debbie Smith e Danna Doyle

### Trama
Monica scopre che il nuovo Angelo della Morte è Andrew.
Intanto gli angeli scoprono la loro nuova missione, cioè aiutare un gruppo di ragazzi diplomati.
Mark e Susan erano due persone innamorate al liceo, ma prima del diploma si sono lasciati. La loro amica Lisa, intanto, è ancora sconvolta per la perdita del suo ragazzo, Doug, che era anche il miglior amico di Mark.
Susan è comunque gelosa che Doug abbia ricevuto una grande opportunità di lavoro, e così convince Mark ad aiutarla a falsificare un vecchio esame del liceo, in modo che la reputazione di Doug sia rovinata.
Monica però si rivela a Mark e lo convince a lasciar perdere il piano, e gli dice che Susan ormai è fuori controllo.

## La forza di mio padre
- Titolo originale: 'Til We Meet Again
- Diretto da: Tim Van Patten
- Scritto da: Martha Williamson

### Trama
Monica, Tess e Andrew devono occuparsi di una famiglia composta da Joe, padre che sta quasi per morire, e i tre figli: Kate, la maggiore, che prova a essere come sua madre, Chris, il secondo figlio che ammette di avere problemi con sua moglie, e Kim, la minore, che si è sempre sentita estranea dalla famiglia.
I tre angeli si fingono dottori e cercano di sistemare i problemi nella casa, inoltre il loro obbiettivo è quello di svelare un grande segreto prima che Joe muoia.
Kate così racconta la verità, cioè che Kim non è la figlia biologica di Joe, infatti Elizabeth, la madre dei tre ragazzi, anni prima era stata insieme ad un suo collega.
Rivelata questa notizia, la famiglia sembra distrutta, ma Joe, in fin di vita riesce comunque a suonare una vecchia canone “'Til We Meet Again” e tutta la famiglia di unisce a cantare.

## La canzone di Evie
- Titolo originale: Rock 'n' Roll Dad
- Diretto da: Tim Van Patten
- Scritto da: Andrew Smith

### Trama
Jon Borders è un star Rock ‘n'Roll che ha tutto: una moglie dolce, Evie, una figlia teenager, Samantha e un figlio, Dylan.
Le cose però si complicano quando, Evie, mentre ritorna da un concerto, ha un incidente con la macchina.
Dopo questo fatto, Jon è disperato e decide di lasciarsi andare, e comincia a ubriacarsi e a far uso di droghe.
Intanto Samantha esce di nascosto con gli amici, ma successivamente scappa, e arriva nel punto in cui è morta sua madre, dove ritrova la sua borsa.
Intanto Jon che si trova a registrare una nuova canzone, chiamata “Nowhere” (Da nessuna parte), scopre che Monica è un angelo, e inoltre riesce a capire che la canzone potrebbe anche chiamarsi “Now Here” (Ora qui).
Monica accompagna Jon da sua figlia e insieme cantano la canzone scritta precedentemente da Evie.

## Indigo Club
- Titolo originale: Indigo Angel
- Diretto da: Jon Andersen
- Scritto da: Glenn Berenbeim e R.J. Colleary

### Trama
Sam, proprietario di un club chiamato “Club Indigo”, è tentato da suo nipote Zach a vendere il locale e ad andare in una casa di riposo.
Ma Sam, ormai vecchio, si ricorda di un fatto accaduto in passato: una “contessa” le aveva detto di non fare niente finché lei non glielo avrebbe detto.
Zach non crede alla storia della contessa, e così continua con l'idea di voler vendere il Club.
Ogni lunedì Sam organizzava delle serate per Karaoke, dove chiunque poteva cantare, e rimane sorpreso quando l'ultimo lunedì della sua vita, si presenta a cantare la contessa, che in verità è Tess.

## Angeli all'inferno
- Titolo originale: Jacob's Ladder
- Diretto da: Michael Schultz
- Scritto da: Ken LaZebnik (soggetto); Martha Williamson (sceneggiatura)

### Trama
Monica si ritrova in un appartamento e aspetta il suo incarico, ma Tess la informa che ha sbagliato indirizzo. Prima di andare via, Monica prende in mano una borsa che ha trovato sotto un letto, ma in quel momento arriva la polizia che apre la borsa e trova una grande quantità di cocaina. Monica viene arrestata, e quando la ragazza afferma di essere un angelo, viene dichiarata pazza e viene mandata da uno psichiatra. Lì incontra Jake, un uomo che ha combattuto in Vietnam, e Claire, una donna che dichiara di essere un angelo. Claire ripete sempre la parola “May Day” e quando Jake la sente, si ricorda che anche “l'angelo” era presente alla guerra e l'aveva aiutato a salvare una bambina ferita, May Ling.
Monica scopre che Claire è veramente un angelo e l'aiuta a ricordare la sua vera identità.

## Un angelo in crisi
- Titolo originale: Out of the Darkness
- Diretto da: Victoria Hochberg
- Scritto da: R.J. Colleary

### Trama
Steve celebra l'apertura di una sua nuova impresa con il collega Matthew, ma durante i festeggiamenti, suo figlio cade dal tetto, ma grazie a Monica, si salva.
Inoltre Monica prende le chiavi dell'auto di Steve, e così quando l'uomo deve uscire con la macchina, è costretto a usare un altro mezzo di trasporto ma ha un incidente con e finisce in coma, e si risveglia cinque anni dopo.
Al suo risveglio si accorge che tutto è cambiato: sua moglie, infatti, ha divorziato da lui e ha sposato il suo collega Matthew.
Monica si sente in colpa, perché se non avrebbe preso le chiavi, l'incidente non ci sarebbe stato.
Infine si scopre che Steve abusava di suo figlio, infatti lo picchiava con un vecchio cucchiaio di legno.

## Lo zampino del diavolo
- Titolo originale: Lost and Found
- Diretto da: Bethany Rooney
- Scritto da: Debbie Smith e Danna Doyle

### Trama
Monica e Tess hanno il compito di aiutare Bob Champness, un uomo che lavora in centro per il ritrovamento di bambini scomparsi.
Bob è molto bravo nel suo lavoro ma è ossessionato da un caso di una bambina scomparsa e mai ritrovata. A complicare le cose arriva Kathleen, un angelo cattivo che prova a far dimenticare a Bob il compito di ritrovare quella bambina. Ma Monica si rivela all'uomo e riesce a sconfiggere il demone, e così Bob riesce a ritrovare la ragazzina scomparsa.

## Caro Dio...
- Titolo originale: Dear God
- Diretto da: Tim Van Patten
- Scritto da: Glenn Berenbeim

### Trama
Monica incontra Max, un uomo che si occupa delle lettere che i bambini inviano a Babbo Natale o a Dio. Max risponde solo a un bambino e gli dice di non credere a Dio, e ignora tutte le altre lettere. Intanto Monica legge le lettere di una bambina chiamata Tanya, che sta perdendo suo padre, e la sua “matrigna” sta abusando di lei. L'angelo è stupito ma Tess le ricorda che è Max che deve occuparsene, così Monica fa in modo che l'uomo vada a casa della piccola Tanya. Quando arriva li, Max fugge via, e intanto si scopre che Tanya è fuggita. Monica si rivela a Max e gli spiega che deve fare qualcosa, così l'uomo si mette in cerca della ragazzina e la ritrova in un vecchio appartamento.
Successivamente Max porta Tanya in un bar, ma lì, il proprietario, chiama la polizia e l'uomo viene accusato di rapimento.
Tess convince il proprietario a ritirare la denuncia, e alla fine Max decide di adottare Tanya, in modo da diventare una vera famiglia.

## Ritratto di signora
- Titolo originale: Portrait of Mrs. Campbell
- Diretto da: Victor Lobl
- Scritto da: Susan Cridland Wick

### Trama
La vita di Neil Campbell, che lavora in marina, sembra finita a causa di una malattia. Intanto sua madre Marian e sua moglie April, incinta, cercano di stargli vicino. Le cose peggiorano quando si scopre che Marian ha bisogno di un trapianto del midollo.
April è disposta a farlo, ma essendo incinta, non può aiutarla.
A questo punto Marian ricorda suo figlio Tommy, che aveva cacciato via molto tempo prima.
Tommy si rincontra con Marian ed è disposto a fare il trapianto, mentre April dà alla luce il suo bambino. Intanto Monica, fingendosi una pittrice, disegna l'intera famiglia riunita.

## Angeli sul palcoscenico
- Titolo originale: The Quality of Mercy
- Diretto da: Chuck Bowman
- Scritto da: Andrew Smith

### Trama
Joel Redding è una star di Soap Opera, che lascia il suo lavoro a causa della sua età e, insieme alla moglie Sally e al figlio Marshall, decide di cambiare città.
Così incomincia a lavorare in un piccolo teatro, però le cose si complicano quando Joel incomincia una relazione con una ragazza.
Intanto Sally scivola e si ferisce.
Marshall la porta in ospedale, mentre Tess spiega a Joel di essere più responsabile nei confronti della moglie e del figlio.
Infine Marshall ancora dubbioso sul fatto di perdonare suo padre, riceve la visita di Monica, che lo convince a far pace.

## Genitori e figli
- Titolo originale: Flesh and Blood
- Diretto da: Jon Andersen
- Scritto da: R.J. Colleary

### Trama
Monica aiuta Kate Prescott, madre di un ragazzo, Thomas, accusato di omicidio. Il padre della vittima vuole che Thomas lasci la città per sempre, ma Kate lo implora di non continuare questa vendetta. Anche Tess prova a dissuadere Leonard (il padre della vittima) e spiega di lasciar fare tutto a Dio, ma l'uomo si rifiuta. Intanto Kate trova nella camera di Thomas, alcuni oggetti della vittima, e così incomincia ad avere dubbi.
Monica si rivela a Kate e le dice di avere fiducia in Dio, intanto Thomas, lascia la città e va a vivere a Los Angeles, dove ci sarà un nuovo angelo che lo proteggerà.

## L'impronta di un bacio
- Titolo originale: Birthmarks
- Diretto da: Peter H. Hunt
- Scritto da: Ken LaZebnik

### Trama
Michael Russel sta morendo per cancro, e suo padre non riesce ad accettare questa cosa. Intanto Michael e Penny, sua moglie, non riescono a fare un bambino e così decidono di fare un parto innaturale, facendo in modo che Jolene sia la madre del bambino. All'inizio Michael non è molto convinto, e intanto Jolene scappa via.
Il bambino nasce comunque, e nello stesso tempo Michael muore, intanto Tess nella sua cadillac riporta indietro Jolene.
Penny abbraccia il “suo” bambino, anche se è dispiaciuta che suo marito, Michael non possa abbracciarlo.

## Un peso sul cuore
- Titolo originale: Statute of Limitations
- Diretto da: Victor Lobl
- Scritto da: Danna Doyle e Debbie Smith

### Trama
Monica deve occuparsi del The Morgan Bell Show, un programma condotto da Morgan Bell, e prodotto da sua sorella obesa Claudia.
Un misterioso segreto passato ha fatto in modo di rovinare il rapporto tra le due donne.
Mentre Claudia ha un attacco di cuore, gli angeli scoprono il segreto delle due donne e così si rivelano a loro e spiegano che Dio può perdonarle, anche se il mistero riguarda il passato. Così Morgan e Claudia si scusano con le vittime e con tutti i telespettatori per il loro incidente passato.